# جزر خوان فرنانديز
جزر خوان فرنانديث أو أرخبيل خوان فرنانديث (بالإسبانية: Archipiélago Juan Fernández)‏، هي مجموعة جزر تقع في جنوب المحيط الهادئ قبالة سواحل تشيلي (على بُعد 670 كيلومترًا منها). يتكون الأرخبيل من ثلاث جزر بركانية رئيسية هي جزيرة روبنسون كروزو، وجزيرة أليخاندرو سلكيرك وجزيرة سانتا كلارا. عدد سكان هذه الجزر وفقًا لتعداد سنة 2010 حوالي 900 نسمة.
تشتهر جزر خوان فرنانديث تاريخيًا بأن البحار الإسكتلندي ألكسندر سيلكيرك عاش عليها وحيدًا لأكثر من أربع سنوات (بدءًا من سنة 1704) بعد أن تركه رفاقه إثر خلاف مع ربان السفينة، وهي القصة التي ألهمت الكاتب الإنجليزي دانييل ديفو روايته الشهيرة روبنسون كروزو. وقد غُير اسم جزيرة ماس أتيرا (بالإسبانية: Más a Tierra)‏ سنة 1966 إلى جزيرة روبنسون كروزو (بالإسبانية: Isla Robinson Crusoe)‏، بينما غُير اسم الجزيرة المقابلة من جزيرة ماس أفويرا (بالإسبانية: Más Afuera)‏ إلى جزيرة أليخاندرو سيلكيرك (بالإسبانية: Isla Alejandro Selkirk)‏.
يعيش معظم سكان الأرخبيل على جزيرة روبنسون كروزو، وعلى الأخص في مدينة سان خوان باوتيستا، عاصمة الأرخبيل، التي تقع على ساحل الجزيرة الجنوبي، ويعتمد اقتصاد الجزر على السياحة وصيد الأسماك في منطقة جنوب المحيط الهادئ.

## المناخ
يظهر الجدول التالي التغييرات المناخية على مدار السنة لجزر خوان فرنانديز:
| البيانات المناخية لـجزر خوان فرنانديز                 | البيانات المناخية لـجزر خوان فرنانديز | البيانات المناخية لـجزر خوان فرنانديز | البيانات المناخية لـجزر خوان فرنانديز | البيانات المناخية لـجزر خوان فرنانديز | البيانات المناخية لـجزر خوان فرنانديز | البيانات المناخية لـجزر خوان فرنانديز | البيانات المناخية لـجزر خوان فرنانديز | البيانات المناخية لـجزر خوان فرنانديز | البيانات المناخية لـجزر خوان فرنانديز | البيانات المناخية لـجزر خوان فرنانديز | البيانات المناخية لـجزر خوان فرنانديز | البيانات المناخية لـجزر خوان فرنانديز | البيانات المناخية لـجزر خوان فرنانديز |
| الشهر                                                 | يناير                                 | فبراير                                | مارس                                  | أبريل                                 | مايو                                  | يونيو                                 | يوليو                                 | أغسطس                                 | سبتمبر                                | أكتوبر                                | نوفمبر                                | ديسمبر                                | المعدل السنوي                         |
| ----------------------------------------------------- | ------------------------------------- | ------------------------------------- | ------------------------------------- | ------------------------------------- | ------------------------------------- | ------------------------------------- | ------------------------------------- | ------------------------------------- | ------------------------------------- | ------------------------------------- | ------------------------------------- | ------------------------------------- | ------------------------------------- |
| الدرجة القصوى °م (°ف)                                 | 28.8 (83.8)                           | 27.8 (82.0)                           | 27.0 (80.6)                           | 26.0 (78.8)                           | 24.8 (76.6)                           | 22.2 (72.0)                           | 22.6 (72.7)                           | 24.4 (75.9)                           | 21.8 (71.2)                           | 23.5 (74.3)                           | 25.2 (77.4)                           | 26.9 (80.4)                           | 28.8 (83.8)                           |
| متوسط درجة الحرارة الكبرى °م (°ف)                     | 21.5 (70.7)                           | 21.4 (70.5)                           | 21.1 (70.0)                           | 19.3 (66.7)                           | 17.6 (63.7)                           | 16.2 (61.2)                           | 15.0 (59.0)                           | 14.8 (58.6)                           | 15.0 (59.0)                           | 16.0 (60.8)                           | 17.6 (63.7)                           | 19.8 (67.6)                           | 17.9 (64.2)                           |
| المتوسط اليومي °م (°ف)                                | 18.5 (65.3)                           | 18.5 (65.3)                           | 18.1 (64.6)                           | 16.5 (61.7)                           | 15.0 (59.0)                           | 13.6 (56.5)                           | 12.5 (54.5)                           | 12.2 (54.0)                           | 12.3 (54.1)                           | 13.3 (55.9)                           | 14.8 (58.6)                           | 16.9 (62.4)                           | 15.2 (59.4)                           |
| متوسط درجة الحرارة الصغرى °م (°ف)                     | 16.4 (61.5)                           | 16.6 (61.9)                           | 16.1 (61.0)                           | 14.6 (58.3)                           | 13.1 (55.6)                           | 11.8 (53.2)                           | 10.8 (51.4)                           | 10.4 (50.7)                           | 10.4 (50.7)                           | 11.3 (52.3)                           | 12.7 (54.9)                           | 14.7 (58.5)                           | 13.2 (55.8)                           |
| أدنى درجة حرارة °م (°ف)                               | 10.6 (51.1)                           | 4.2 (39.6)                            | 9.0 (48.2)                            | 4.2 (39.6)                            | 4.6 (40.3)                            | 4.8 (40.6)                            | 5.0 (41.0)                            | 3.0 (37.4)                            | 5.0 (41.0)                            | 6.2 (43.2)                            | 7.3 (45.1)                            | 9.2 (48.6)                            | 3.0 (37.4)                            |
| الهطول مم (إنش)                                       | 32.5 (1.28)                           | 34.5 (1.36)                           | 60.3 (2.37)                           | 91.1 (3.59)                           | 160.8 (6.33)                          | 180.1 (7.09)                          | 160.2 (6.31)                          | 126.3 (4.97)                          | 87.7 (3.45)                           | 54.1 (2.13)                           | 35.1 (1.38)                           | 24.1 (0.95)                           | 1٬046٫8 (41.21)                       |
| متوسط أيام هطول الأمطار (≥ 0.1 mm)                    | 11                                    | 10                                    | 13                                    | 15                                    | 21                                    | 23                                    | 21                                    | 19                                    | 16                                    | 14                                    | 10                                    | 10                                    | 183                                   |
| متوسط الرطوبة النسبية (%)                             | 73                                    | 73                                    | 73                                    | 77                                    | 78                                    | 78                                    | 79                                    | 77                                    | 77                                    | 76                                    | 74                                    | 73                                    | 76                                    |
| ساعات سطوع الشمس الشهرية                              | 248.0                                 | 209.1                                 | 158.1                                 | 123.0                                 | 108.5                                 | 99.0                                  | 93.0                                  | 105.4                                 | 147.0                                 | 204.6                                 | 249.0                                 | 260.4                                 | 2٬005٫1                               |
| المصدر #1: Dirección Meteorológica de Chile           |                                       |                                       |                                       |                                       |                                       |                                       |                                       |                                       |                                       |                                       |                                       |                                       |                                       |
| المصدر #2: Climate and Temperature (humidity and sun) |                                       |                                       |                                       |                                       |                                       |                                       |                                       |                                       |                                       |                                       |                                       |                                       |                                       |

## معرض صور

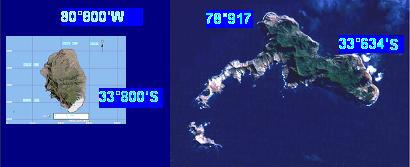
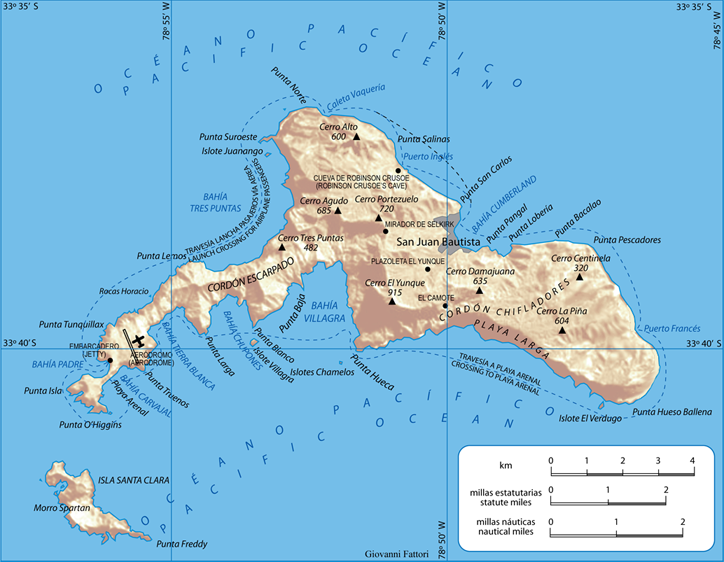
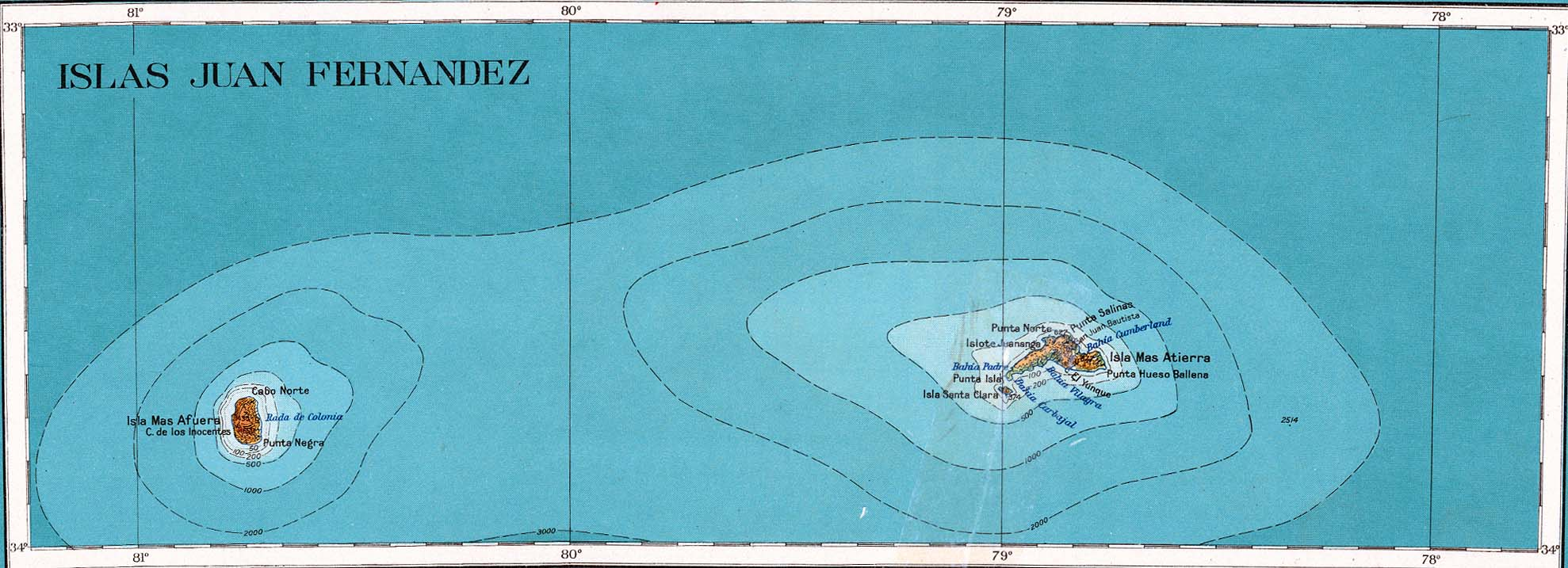
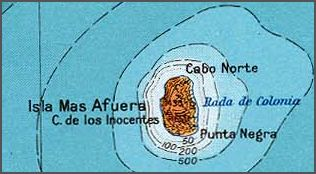
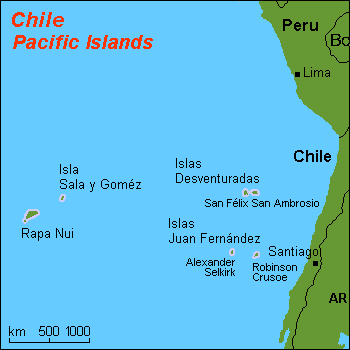

## أعلام
- روبرتو بروس